# Tiny Core Linux
Tiny Core Linux (TCL) je minimalistický linuxový systém se zaměřením na poskytování základních služeb s využitím BusyBox a FLTK vyvinutý Robertem Shingledeckerem. Distribuce je zajímavá pro svoji velikost (15 MB) a minimalismus, další funkce poskytují volitelná rozšíření. Tiny Core Linux je distribuován a vyvíjen pod GNU General Public License verze 2.

## Typy "jádra"
"Tiny Core" (15 MB) — nejvíce doporučovaná distribuce pro nové uživatele, kteří mají ethernetové připojení. "Tiny Core" obsahuje základní jádro systému a dynamické FLTK/FLWM grafické uživatelské rozhraní (GUI).
"Core" (9 MB) (také známé jako "Micro Core Linux") — menší varianta Tiny Core bez grafického rozhraní, skrze další rozšíření může být grafické rozhraní přidáno a tím můžete vytvořit systém s grafickým rozhraním.
"dCore" (10 MB) — jádro vytvořené z systému Debian Wheezy, které využívají SCE balíčkový formát, to je nová generace samo zabalovacího balíčkového formátu pro Tiny Core od 5.x vydání. 
"CorePure64" — řeší nepoužitelnost "Core" na architektuře x86_64.
"Core Plus" (72 MB) — jedná se o "instalační soubor" ne distribuci. Je to sestavený Tiny Core s dalšími funkcemi, jako je podpora bezdrátových sítí a regionálních znaků na klávesnici..
"piCore" — verze "Core" pro Raspberry Pi.

## Systémové požadavky
Minimální konfigurace:
Tiny Core potřebuje minimálně 46 MB paměti RAM. Core vyžaduje nejméně 28 MB paměti RAM. Minimálním CPU je i486DX.
Doporučená konfigurace:
Pentium 2 CPU a 128 MB paměti RAM pro Tiny Core.

## Filozofie návrhu
Vývojáři popisují Tiny Core Linux jako extrémně malý grafický desktopový operační systém, který je schopen bootování z CDROM, přenosného USB flash disku nebo hard disku.
Od verze 2.8.1, je Core určen ke spuštění primárně v paměti RAM se třemi různými druhy provozu:
- "Cloud" neboli testovací režim — pomocí grafického prohlížeče aplikací lze z on-line úložiště získat rozšíření. Tyto rozšíření jsou nahrané do paměti pouze pro danou relaci.
- TCE/Install — základní rozšíření jsou získány z paměťového média.
- TCE/CopyFS — režim, který instaluje aplikaci do linuxového oddílu jako další typickou Linuxovou instalaci.[7]

## Historie vydání
| Verze | Stabilita      | Datum vydání       |
| ----- | -------------- | ------------------ |
| 1.0   | Stabilní verze | 5. ledna 2009      |
| 2.0   | Stabilní verze | 7. června 2009     |
| 3.0   | Stabilní verze | 19. července 2010  |
| 4.0   | Stabilní verze | 25. září 2011      |
| 4.7.7 | Stabilní verze | 10. května 2013    |
| 5.0   | Stabilní verze | 14. září 2013      |
| 5.0.1 | Aktuální verze | 1. října 2013      |
| 5.0.2 | Aktuální verze | 18. října 2013     |
| 5.1   | Aktuální verze | 28. listopadu 2013 |
| 5.2   | Aktuální verze | 14. ledna 2014     |
| 5.3   | Aktuální verze | 19. dubna 2014     |
| 5.4   | Aktuální verze | 10. září 2014      |
| 6.0   | Aktuální verze | 5. ledna 2015      |
| 6.1   | Aktuální verze | 7. března 2015     |
| …     |                |                    |
| 12.0  | Aktuální verze | 17. února 2021     |
| 13.0  | Aktuální verze | 31. ledna 2022     |